# Sestina
Sestina: Lagrime d’amante al sepolcro dell’amata (‚Tränen eines Liebenden am Grabe der Geliebten‘, SV 111) ist ein Madrigalzyklus in sechs Teilen von Claudio Monteverdi (Musik) mit einem Text von Scipione Agnelli. Er wurde 1614 in Monteverdis sechstem Madrigalbuch veröffentlicht.

## Werkgeschichte
Claudio Monteverdi veröffentlichte sein sechstes Madrigalbuch 1614 in Venedig, ein Jahr nach seiner Ernennung zum Kapellmeister des dortigen Markusdoms. Da ihn seine Aufgaben für die Kirchenmusik in Venedig sehr in Anspruch nahmen, ist davon auszugehen, dass diese weltlichen Kompositionen bereits vorher entstanden sind. Der Zyklus Sestina ist neben dem Lamento d’Arianna das umfangreichste Werk dieses Bandes. Monteverdi komponierte ihn bereits 1610. Es handelt sich um einen Klagegesang für seine Schülerin, die Sängerin Caterina Martinelli, die für die Titelrolle seiner Oper L’Arianna vorgesehen war. Sie starb jedoch am 9. März 1608, kurz vor der geplanten Uraufführung, im Alter von nur 18 Jahren an den Pocken. Caterina Martinelli lebte für die Zeit ihrer Ausbildung seit fünf Jahren bei ihrem Lehrer Monteverdi in Mantua. Nach ihrem Tod wurde ihr Leichnam auf Veranlassung von Herzog Vincenzo I. Gonzaga, in einem Marmorgrab in der dortigen Karmeliterkirche beigesetzt. Der Herzog war es auch, der Monteverdi mit der Komposition der Sestina beauftragte. Er steht somit hinter der Figur des Glauco, doch Monteverdi dürfte mit seiner Klage auch an den Tod seiner eigenen Frau gedacht haben, die er erst drei Jahre zuvor verloren hatte.

## Gestaltung
Der Begriff „Sestina“ bezieht sich auf die Form des Textes, einer Sestine. Es handelt sich um sechs Gedichte mit jeweils sechs Zeilen. Jedes Gedicht besitzt in unterschiedlicher Reihenfolge dieselben Zeilenschlussworte. Diese fassen den Inhalt und den Gefühlsgehalt des Werks zusammen: „Glauco“ (der Name des Trauernden), „tomba“ (das Grab seiner verstorbenen Geliebten Corinna), „cielo“ (der Himmel), „terra“ (die Erde), „seno“ (die Brust der Geliebten) und „pianto“ (seine Tränen). Den Abschluss bildet eine zusätzliche verkürzte Strophe mit denselben Endworten.
Die fünfstimmige Gesangsbesetzung besteht aus zwei Sopranen, einem Alt, einem Tenor und einem Bass. Zusätzlich enthält die Partitur eine Stimme für Basso continuo.

## Text

### Erster Teil
Incenerite spoglie, avara tomba,

Fatta del mio bel sol terreno cielo,

Ahi lasso! i’ vegno ad inchinarvi in terra.

Con voi chiuse ’l mio cor a marmi in seno;

E notte e giorno vive in foco in pianto,

In duol’in ira il tormentato Glauco.
[Zu Asche gewordene Geliebte, bitteres Grab, zu der meine schöne Sonne des irdischen Himmels wurde! Ich komme, um auf der Erde niederzuknien. Mit dir ist mein Herz im marmornen Busen eingeschlossen, und der gequälte Glauco wird Tag und Nacht in feurigen Tränen, in Schmerzen, in Zorn verbringen.]

### Zweiter Teil
Ditelo, o fiumi, e voi ch’udiste Glauco

L’aria ferir di grida in su la tomba,

Erme campagne (e ’l san le Ninfe e ’l Cielo):

A me fu cibo il duol, bevanda il pianto,

Poi ch’il mio ben coprì gelida terra,

Letto o sasso felice il tuo bel seno.
[Verkündet es, o Flüsse und öde Felder, die ihr Glauco hörtet, wie er die Luft über dem Grab mit seinen Klagen füllte (und das wissen die Nymphen und der Himmel): Der Schmerz wurde mir zur Speise, die Tränen zum Trank und schließlich dieser glückliche Stein zum Bett, seit die kalte Erde deinen Busen bedeckt.]

### Dritter Teil
Darà la notte il sol lume alla terra

Splenderà Cintia il dì prima che Glauco

Di baciar, d’honorar lasci quel seno

Che nido fu d’amor che dura tomba

Preme: nè sol d’altri sospir, di pianto

Prodighe a lui saran le fere e ’l Cielo.
[Die Sonne wird nachts die Erde beleuchten und die Mondgöttin Cynthia (Artemis) am Tag scheinen, bevor Glauco aufhört, diesen Busen zu küssen und zu verehren, der einst der Liebe gehörte, doch nun dem Grab. Die wilden Tiere und der Himmel stimmen ihm nicht nur mit Seufzern, sondern auch mit Tränen bei.]

### Vierter Teil
Ma te raccoglie, o Ninfa, in grembo al Cielo.

Io per te miro vedova la terra,

Deserti i boschi e correr fiumi il pianto.

E Driadi e Napee del mesto Glauco

Ridicono i lamenti e su la tomba

Cantano i pregi dell’amato seno.
[Doch der Himmel nimmt dich, o Nymphe, in seinen Schoß auf. Deinetwegen sehe ich die Erde verwaist, die Wälder verwüstet und die Flüsse voller Tränenströme. Dryaden und Napaien wiederholen die Klagen des betrübten Glauco und besingen auf dem Grab die Tugenden des geliebten Busens.]

### Fünfter Teil
O chiome d’or, neve gentil del seno,

O gigli de la man, ch’invido il Cielo

Ne rapì. Quando chiuse in cieca tomba,

Chi vi nasconde? Ohimè, povera terra,

Il fior d’ogni bellezza, il sol di Glauco

Nasconde? Ah, muse, qui sgorgate il pianto.
[O goldene Haare, sanfter Schnee des Busens, o lilienweiße Hände, die der Himmel neidisch raubte. Wer verbarg euch, als ihr im düsteren Grab verschlossen wurdet? O weh, arme Erde, die Blüte aller Schönheit, die Sonne Glaucos ist verborgen? Ach, Musen, lasst hier eure Tränen quellen.]

### Sechster Teil
Dunque, amate reliquie, un mar di pianto

Non daran questi lumi al nobil seno

D’un freddo sasso? Ecco l’afflitto Glauco

Fa risonar Corinna il mar e ’l Cielo.

Dicano i venti ogn’hor, dica la terra:

Ahi Corinna, ahi morte, ahi tomba!
[Nun, geliebte Überreste, strömt nicht ein Meer von Tränen aus diesen Augen zum edlen Busen eines kalten Grabes? Hört hier, wie der gequälte Glauco in Himmel und Erde den Namen Corinna widerhallen lässt. Zu jeder Stunde sagen der Wind und die Erde: O weh Corinna, o weh Tod, o weh Grab!]
Cedano al pianto i detti, amato seno;

A te dia pace il Ciel, pace a te, Glauco;

Prega honorata tomba, e sacra terra.
[Die Worte weichen den Tränen, geliebte Brust; der Himmel gebe dir Frieden, Frieden auch dir, Glauco; bete, ehrenvolles Grab und heilige Erde.]

## Aufnahmen
- 1928 – erste Monteverdi-Aufnahme überhaupt.[6]
- 1962: Lagrime d’amante al sepolcro dell’amata – George Little (Dirigent), Claire Mazella, Marcelle Dumontet, René Lacourse, Claude Letourneau.
 Vox DL 920; Club national du disque C.N.D. 869.[7]
- 1983 (Veröffentlichung): Il Ballo delle Ingrate; Sestina – William Christie (Dirigent), Les Arts Florissants.
 Harmonia Mundi HMG 501108.[8]
- 1989: Monteverdi Madrigali – Anthony Rooley (Dirigent), Consort of Musicke.
 Erato 50999 083397 2 0.[9]
- Mai 1992: Monteverdi – Il sesto libro de madrigali MDCXIV – Rinaldo Alessandrini (Dirigent), Concerto Italiano.
 Arcana A425.[10]
- 2004: Sesto Libro de Madrigali, 1614 – Claudio Cavina (Dirigent), La Venexiana.
 Glossa GCD920926.[11]
- Dezember 2005: Monteverdi: Madrigals, Book 6 – Rinaldo Alessandrini (Dirigent), Concerto Italiano.
 Naïve/Opus 111 OP30423.[6]
- 2014 (Veröffentlichung): Monteverdi Madrigali, Vol. 2 Mantova – Paul Agnew (Dirigent), Les Arts Florissants.
 Les Arts Florissants AF003D.[12]
- 2014: Madrigale – Liebe und Verlust – Jonathan Cohen (Dirigent), Ensemble Arcangelo.
 Hyperion CDA68019.[3]
- 2018: Monteverdi: Madrigali Libri V & VI – Krijn Koetsveld (Dirigent), Le Nuove Musiche.
 Brilliant Classics BC95659.[13]
- September 2008: Madrigals of Love and Abandonment – Lucio Ivaldi (Dirigent), Consort Vocale Diapente.
 Da Vinci Classics C00043.